# Karsthagedis
De karsthagedis (Podarcis melisellensis) is een hagedis uit de familie echte hagedissen (Lacertidae).

## Naam en indeling
De wetenschappelijke naam van de soort werd voor het eerst voorgesteld door Maximilian Christian Gustav Carl Braun in 1877. Oorspronkelijk werd de naam Lacerta melisellensis gebruikt. De karsthagedis moet niet verward worden met de giftige korsthagedis uit de familie Helodermatidae.
Vroeger werd deze soort tot het geslacht Lacerta gerekend, maar dit geslacht is opgedeeld in Lacerta, de meer kruipende soorten, en Podarcis, de klimmende muurhagedissen. Nog steeds is het onderscheid aan discussies onderhevig, maar Podarcis is voor deze soort algemeen aanvaard. Er zijn veertien ondersoorten, die onderaan worden vermeld.

## Uiterlijke kenmerken
De lichaamslengte inclusief de lange staart bedraagt ongeveer zestien tot achttien centimeter. Het is hiermee een van de kleinste muurhagedissen. Het lichaam is enigszins langgerekt; de poten staan verder uit elkaar in vergelijking met andere muurhagedissen.
Bij de mannetjes is de rug in de paartijd groen met donkere flanktekening, en anders olijfgroen. De flanken zijn altijd bruin of bruingrijs, soms met rijen zwarte vlekjes. De vrouwtjes hebben dorsale strepen. Een ander verschil tussen mannetjes en vrouwtjes is dat deze laatsten minder sterk gevlekt zijn. Door het grote verspreidingsgebied en het grote aantal ondersoorten is er veel variatie. De buik en keel van het mannetje kan zowel helder blauw, diepgeel of helderrood zijn.

## Levenswijze

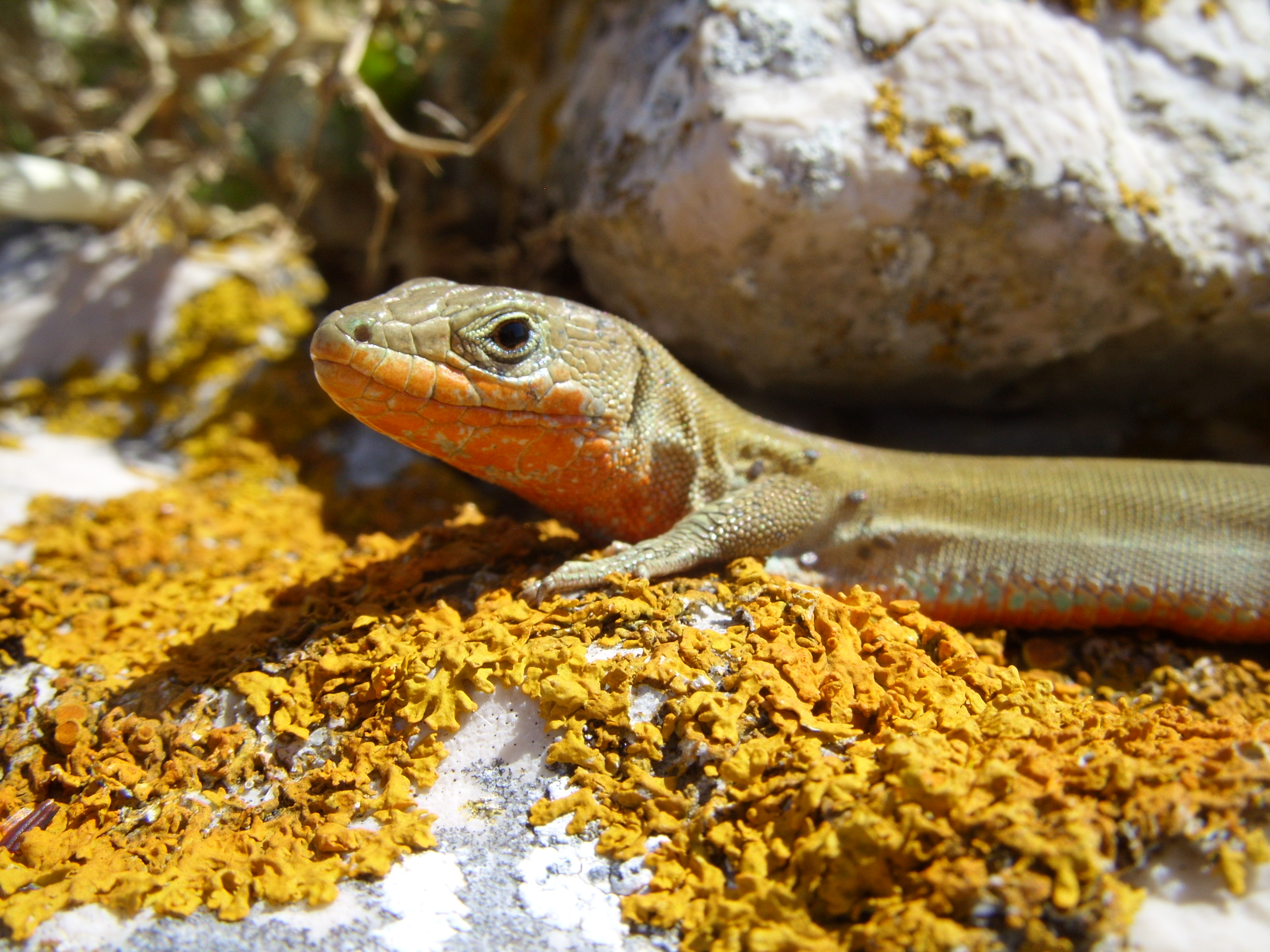
De karsthagedis leeft vaak in rotsige omgevingen, afgebeeld is een exemplaar op Cres.

De hagedis neemt graag een zonnebad. Eenmaal opgewarmd door de zon is het dier erg vlug, er wordt gejaagd op insecten en de larven. De vrouwtjes zetten eieren af, dit zijn er twee tot acht per legsel.
De karsthagedis blijft relatief klein en is kwetsbaar voor grotere soorten muurhagedissen zoals de ruïnehagedis die de karsthagedis verdringen. Grotere soorten hebben meer voedsel nodig en concurreren de karsthagedis weg. Dit is bevestigd door proeven op eilanden waar geen hagedissen voorkwamen. Zowel de karst- als de ruïnehagedis werden hier uitgezet waarna de eerste al snel bleek te zijn verdwenen.

## Verspreiding en habitat
De karsthagedis komt voor in het oosten van het Adriatisch kustgebied. De soort komt voor in de landen Albanië, Italië, Kroatië, Servië en Montenegro en Slovenië.
De habitat bestaat uit open gebieden zoals greppels en bosranden in droge gebieden. In het grootste deel van het areaal komt de hagedis voor langs de kust en bewoont rotsen en kliffen.De hagedis is aangetroffen van zeeniveau tot op een hoogte van ongeveer 1400 meter boven zeeniveau. De karsthagedis komt veel voor op plaatsen in de volle zon, waardoor het erg warm wordt.

### Beschermingsstatus
Door de internationale natuurbeschermingsorganisatie IUCN is de beschermingsstatus 'veilig' toegewezen (Least Concern of LC).

## Ondersoorten
Er worden veertien ondersoorten erkend, tot recentelijk was het aantal ondersoorten hoger maar een zestal wordt niet langer als zodanig erkend. De meeste ondersoorten zijn beschreven door de Joegoslavische onderzoeker Milutin Radovanović, die deze hagedis veel heeft bestudeerd.
Het relatief grote aantal ondersoorten is het gevolg van het vrij versnipperde leefgebied van de hagedis, met verschillende geïsoleerde populaties, zoals de vele eilanden langs de Joegoslavische kust. De ondersoorten zijn in de onderstaande tabel opgenomen, met de auteur en het verspreidingsgebied.

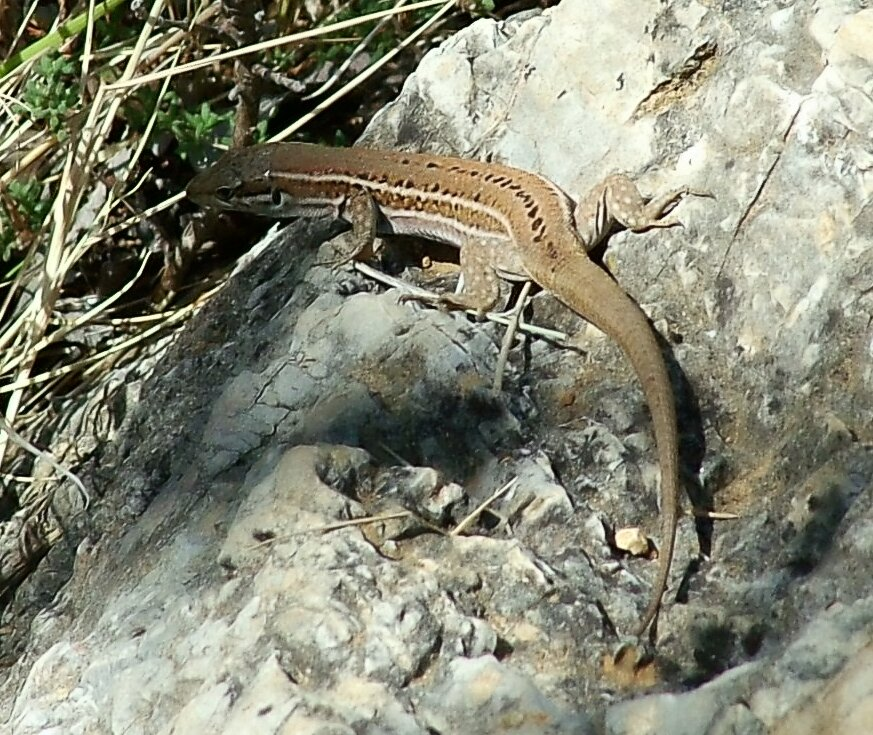
Exemplaar op Vis.

| Naam                                 | Auteur            | Verspreidingsgebied    |
| ------------------------------------ | ----------------- | ---------------------- |
| Podarcis melisellensis aeoli         | Radovanović, 1959 | Mali Opuh              |
| Podarcis melisellensis bokicae       | Radovanović, 1959 | Kroatië (Vrtlac)       |
| Podarcis melisellensis curzolensis   | Taddei, 1950      | ?                      |
| Podarcis melisellensis digenea       | Wettstein, 1926   | Kroatië (St. Andrea)   |
| Podarcis melisellensis fiumana       | Werner, 1891      | ?                      |
| Podarcis melisellensis gigas         | Wettstein, 1926   | Kroatië (Vis)          |
| Podarcismelisellensis jidulae        | Radovanović, 1959 | Kroatië (Jidula)       |
| Podarcis melisellensis kammereri     | Wettstein, 1926   | Kroatië (Scoglio Mali) |
| Podarcis melisellensis kornatica     | Radovanović, 1959 | ?                      |
| Podarcis melisellensis lissana       | Werner, 1891      | ?                      |
| Podarcis melisellensis melisellensis | Braun, 1877       | ?                      |
| Podarcis melisellensis mikavicae     | Radovanović, 1959 | Kroatië (Mikavica)     |
| Podarcis melisellensis pomoensis     | Wettstein, 1926   | Kroatië (Klippe Pomo)  |
| Podarcis melisellensis thetidis      | Radovanović, 1959 | Kroatië (Veliki Opuh)  |